# Quận Taylor, Texas
[[Tập |200px|phải|nhỏ|Một người lính đứng bên con đại bàng đầu hói ở Tòa án quận Taylor]]

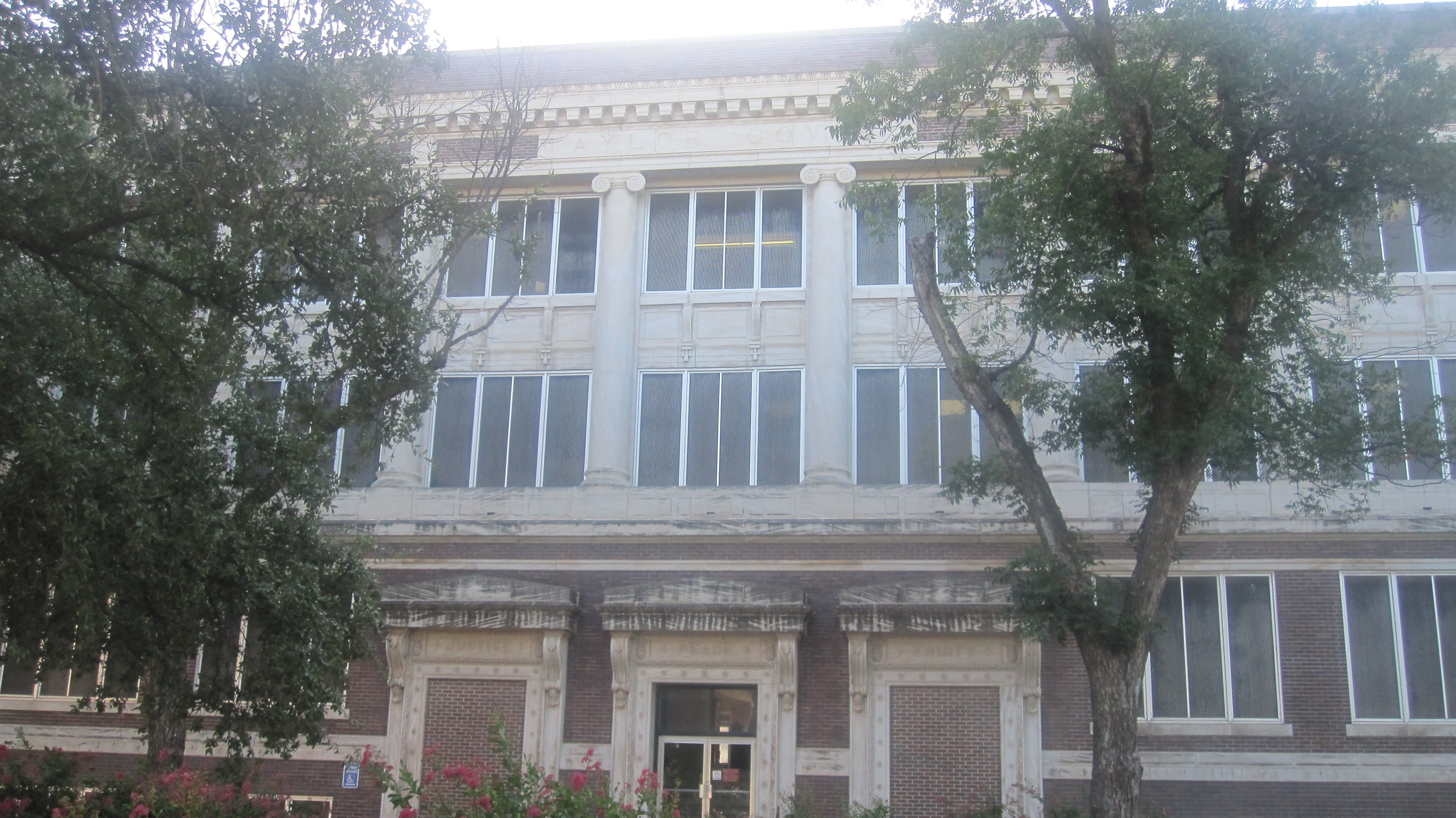
Tòa án quận Taylor cũ hạn chế sử dụng.

Quận Taylor (tiếng Anh:Taylor County) là một quận trong tiểu bang Texas, Hoa Kỳ. Quận lỵ đóng ở thành phố Abilene, Texas6. Taylor được đặt tên theo Edward Taylor, George Taylor, và James Taylor, ba anh em chết trong trận Alamo. Theo kết quả điều tra dân số năm  2000 của Cục điều tra dân số Hoa Kỳ, quận có dân số 126.555 người.